# Sergio Castro
Sérgio Claudio de Castro (Rio de Janeiro, 8 de agosto de 1932 – novembro 2012) foi um destacado corretor de imóveis e empresário brasileiro atuante do ramo imobiliário, na administração e corretagem de imóveis.

## Carreira Profissional
Filho do casal Álvaro de Castro e Lygia Richard de Castro, ele professor catedrático da Faculdade Nacional de Medicina e ela filha de Antônio Eugênio Richard, dono da Companhia Brasileira de Imóveis e Construções e fundador do Banco Hypothecario do Brazil.
Sérgio Castro iniciou carreira na corretagem de imóveis ainda muito jovem. Seus primeiros contatos imobiliários ocorreram com a venda dos loteamentos “Jardim Natal” e o “Cidade Marajoara”, no então município de Nova Iguaçu quando ele tinha menos de 18 anos. Formou-se em Direito, pela Faculdade Cândido Mendes, mas não se dedicaria a advocacia.
Sergio Castro passou a se destacar no ramo imobiliário do Rio de Janeiro quando foi contratado pela Companhia Recreio dos Bandeirantes, e pelo Banco do Distrito Federal, em 1959, quando participou ativamente do desmembramento, loteamento e venda, sob a sua direção, de uma gleba inteira do bairro carioca do Recreio dos Bandeirantes.
Castro foi por quase 20 anos vice-presidente do Conselho Regional dos Corretores de Imóveis, sendo fundador daquele Conselho, juntamente com outros 25 notáveis da profissão e o já falecido senador Benjamin Farah (MDB-RJ).  Foi também o primeiro colunista imobiliário do Jornal carioca O Globo, escrevendo durante 8 anos a coluna Nos Bastidores da Locação, onde respondia cartas de leitores acerca do mercado imobiliário, solucionando dúvidas jurídicas, fórmula até hoje seguida por todos os jornais em seus respectivos cadernos imobiliários.
O empresário foi um dos dirigentes do Iate Clube do Rio de Janeiro, tendo sido seu vice-presidente durante alguns anos.  É citado no livro "Who´s Who in Brazil" como influente personalidade carioca, e tido como grande entusiasta da revitalização do Centro da cidade do Rio de Janeiro, assim como de Santa Teresa e Gamboa. Sua empresa foi a primeira no Brasil a especializar-se na negociação de imóveis comerciais.
Nacionalmente Sérgio Castro tornou-se mais notório popularmente devido ao sequestro de seu filho Serginho, em março de 1972, que ocorreu poucos meses antes de outro antológico sequestro, o do menino "Carlinhos", recebendo cobertura de grande parte da imprensa brasileira.
Com dois filhos, Sergio Castro era neto do empreendedor Antônio Eugênio Richard Júnior, que foi um dos proprietários da Companhia Brasileira de Immoveis e Construções (COBIC), responsável pela urbanização do bairro do Grajaú, na década de 1920, e do Recreio dos Bandeirantes, no final da década de 1950 Castro também era sobrinho do senador potiguar José Georgino Avelino.
Uma curiosidade: Antônio Carlos Jobim compôs a música "Bebel" no verso de um formulário de sua empresa.
Sérgio Castro faleceu em 14 de novembro de 2012, no Rio de Janeiro.

## Homenagens e reconhecimento
Em 2009, Sérgio Castro recebeu Moção de Aplausos e Congratulações da Assembleia Legislativa do Rio de Janeiro (ALERJ).
Em 2019, a historiadora Nubia Nelhem Santos realizou um documentário "Uma família no mercado imobiliário desde 1911", mostrando a história da empresa e de seu fundador dando destaque para trajetória da família Sergio Castro no ramo imobiliário na cidade do Rio de Janeiro.